# Acacia diminuta
Acacia diminuta är en ärtväxtart som beskrevs av Bruce R. Maslin. Acacia diminuta ingår i släktet akacior, och familjen ärtväxter. Inga underarter finns listade i Catalogue of Life.